# MBT (azienda)
MBT, acronimo di Masai Barefoot Technology, conosciuta anche come "Swiss Masai", è un'azienda svizzera che produce calzature tecnologicamente all'avanguardia dalla fine degli anni novanta. L'azienda è nota per aver prodotto il primo physiological footwear immesso sul mercato calzaturiero mondiale, creando di conseguenza una nuova categoria per il settore merceologico.
Fu fondata dall'ingegnere svizzero Karl Müller nel 1998 a Roggwil in Svizzera, vicino a San Gallo.
A metà dell'anno 2012 Masai Group International e Masai Marketing & Trading AG dichiarano fallimento presso il tribunale distrettuale svizzero di Winterthur. 
L'azienda viene acquisita dal magnate delle calzature Andy Chaw di Singapore, già proprietario di Masai International Pte Ltd. nel 2007 il sign.Karl Muller che aveva già venduto da anni le sue quote MBT iniziò a vendere le Kybun un nuovo tipo di calzatura che è la naturale evoluzione delle MBT .

## Storia
Karl Müller, dopo diversi anni passati a studiare biomeccanica e fisiologia, si dedicò, nel 1990, allo sviluppo pratico della tecnologia MBT.
L'idea iniziale venne a Müller mentre soggiornava in Corea. Provando e testando su di sé diverse terapie per guarire da fastidiosi disturbi alla schiena, scoprì che passeggiando scalzo nelle risaie riusciva ad alleviare i dolori. Rientrato in Svizzera, Müller si dedicò allo studio e allo sviluppo di una tecnologia di calzature che ricreasse l'instabilità dei terreni soffici e naturali.
Grande importanza nelle sue ricerche rivestì la popolazione africana dei Masai. Müller notò come i componenti di questa tribù erano praticamente immuni da qualsiasi dolore alla schiena. Il loro segreto risiede nel fatto che non indossano le scarpe tradizionali e che possono camminare su superfici morbide come la sabbia. Infatti camminando scalzi su superfici naturali e soffici i Masai attivano anche quella parte di muscolatura normalmente trascurata camminando su terreni duri e piatti (i muscoli cosiddetti posturali del polpaccio, del post coscia, dei glutei e della schiena).
Nel 1996 Müller giunse con il suo lavoro al primo prototipo di scarpa senza tacco: "Masai step".
Egli stesso afferma che l'idea di commercializzare una scarpa innovativa "senza tacco" gli fu proposta in Svizzera da un conoscente coreano che lo coinvolse per promuoverne la vendita. Müller voleva modificare il prodotto ma la sua richiesta non fu accettata. Questo lo spinse ad avviare una propria linea di produzione di calzature.
Continuò quindi a sviluppare la tecnologia della suola e quello che diventerà il cuore delle MBT: il Masai Sensor.
Sempre nel 1996 la Masai Barefoot Technology raggiunge un grado di maturazione tale da poter essere finalmente immessa sul mercato.
Nel 1998 venne poi fondata in Svizzera a Roggwill l'azienda con il nome Swiss Masai. Nel 2000 l'azienda iniziò la sua espansione diffondendosi anche in Austria e Germania.
Nel 2001 il processo di sviluppo tecnologico conobbe un'ulteriore crescita e la novità principale fu rappresentata dall'assottigliamento della suola. Questa svolta contribuì al successo della Masai Barefoot Technology, estendendo la rete di distribuzione a più di 20 paesi.
Col 2009, in seguito a ulteriori sviluppi nella ricerca tecnica e nel design, esce sul mercato una nuova suola, Dual Board, che si affianca a quella tradizionale. Si tratta di una suola leggermente più bassa, ma che mantiene le stesse caratteristiche di quella tradizionale.

## Antefatto storico
Gli aneddoti su ricerche, sui risultati e sulla messa a punto delle MBT da parte di Müller suggeriscono che possa essersi ispirato alla precedente vicenda delle Earth Shoes.
Questa recita: "Nel 1957 l'istruttrice di yoga danese Anne Kalsø camminando lungo la spiaggia in Brasile fu colpita non solo dalla elegante postura dei locali, ma dalle loro profonde impronte lasciate sulla sabbia. La Kalsø comprese la connessione e realizzo una scarpa che potesse migliorare la postura della camminata mimando il camminare stesso sulla sabbia... Le sue scarpe battezzate Earth Shoes affermano di poter incrementare il tono muscolare, correggere piccoli disturbi alla schiena e produrre benefìci alla respirazione...".
Le Earth Shoes raggiungeranno un certo successo nel 1970-75 e verranno imitate da molti altri produttori di calzature. In un articolo dell'epoca pubblicato sul New York Times si legge che queste scarpe "approssimano da vicino la sensazione di essere a piedi nudi sulla sabbia e permettono a chi le indossa di camminare in modo più sano e naturale". E ancora, oltre alla storia delle impronte sulla sabbia, "Sono occorsi molti anni di ricerca per perfezionare le Earth in ogni dettaglio e permettervi di camminare con movimento naturale".
Le assonanze con le affermazioni di Müller sulle MBT sono troppe per essere casuali: la salute e la buona postura dei nativi visti camminare sulla sabbia, la convinzione che questa modalità di camminare sia motivo di effetti positivi sul corpo, l'idea che una calzatura appositamente studiata possa riprodurre questi benefici, la lunga fase di messa a punto del prodotto, le propagandate virtù salutari e terapeutiche per chi le indossa e le usa pure sui suoli urbani piatti e non-naturali.

## Prodotto
L'azienda svizzera produce esclusivamente calzature. La particolarità di ogni modello, che sia sportivo, casual o profession, risiede nella costruzione speciale della suola coperta da brevetto internazionale. 
Il prodotto MBT viene distribuito già in quattro continenti: America, Asia, Australia, Europa.